# James Price
James Price (1752 – 3 de agosto de 1783), cuyo nombre real era James Higginbottom, fue un químico y alquimista inglés conocido por afirmar que tenía la capacidad de transformar el mercurio en plata o incluso en oro. Sin embargo, cuando se le desafió a realizar la conversión una segunda vez frente a testigos de confianza, Price optó por suicidarse ingiriendo ácido prúsico (cianuro de hidrógeno).

## Primeros años
James Price nació en Londres en 1752 con el apellido original Higginbottom, pero lo cambió a Price en honor a un familiar fallecido que le dejó un legado. Estudió en la Universidad de Oxford, aunque no existen registros detallados sobre su educación temprana ni de sus investigaciones durante su tiempo en Oxford. Sin embargo, tuvo una carrera exitosa en la institución. A los 25 años, obtuvo su maestría en Artes y, en 1778, fue nombrado doctor en Medicina por la universidad, gracias a su trabajo en química. En 1781, a los 29 años, fue elegido miembro de la Royal Society.

## Trabajo de transmutación
Al año siguiente, Price comenzó a experimentar con la transmutación de metales comunes en metales preciosos. El 6 de mayo de 1782, después de compartir sus descubrimientos con algunos amigos, organizó una serie de experimentos públicos en su laboratorio de Guildford. Aseguró que podía crear metales preciosos al mezclar bórax, nitro y un polvo rojo o blanco de su propia invención (al que llamó "polvo de producción") con cincuenta veces su peso en mercurio, removiendo la mezcla en un crisol con una varilla de hierro. Según él, al añadir el polvo rojo se producía oro, y con el polvo blanco, plata. Realizó un total de siete demostraciones públicas, siendo la última el 25 de mayo de 1782, en la que estuvieron presentes nobles, clérigos, abogados y químicos. Parte del oro que supuestamente generó durante estos experimentos fue entregado al rey Jorge III.

## Desafiado por otros colegas
A pesar de sus exposiciones, los miembros de la Royal Society no estaban convencidos y le solicitaron que repitiera los experimentos en presencia de algunos de ellos, a lo que Price se mostró renuente. Argumentó que se le habían agotado las pólvoras y que preparar nuevas muestras le llevaría tiempo y dinero, además de perjudicar su salud. También señaló que el costo de producir oro o plata con su método no era rentable, ya que fabricaba una onza de oro por 17 libras esterlinas, aunque su valor solo alcanzaba las 4 libras esterlinas. La Royal Society insistió en la repetición de los experimentos y le recordó que, como miembro, estaba poniendo en duda el honor de la sociedad. Price les reprochó, asegurando que su reputación y posición social deberían eliminar cualquier sospecha sobre la veracidad de sus afirmaciones, pero al final se vio obligado a ceder.

## Suicidio
En enero de 1783, Price volvió a su laboratorio en Guildford, supuestamente para preparar nuevamente sus polvos milagrosos. Sin embargo, en realidad comenzó a destilar agua de laurel, una sustancia que contiene cianuro de hidrógeno, también conocido como ácido prúsico. Al mismo tiempo, redactó su testamento, aunque tardó seis meses en regresar a Londres para invitar a algunos miembros de la Royal Society a presenciar un nuevo experimento el 3 de agosto en su laboratorio de Guildford.
A pesar del impacto inicial de sus demostraciones y el interés que generaron, solo tres miembros de la Royal Society acudieron a Guildford el día del experimento. Aunque visiblemente desanimado por la baja asistencia, Price los recibió y, tras hacer una breve pausa, se apartó y se quitó la vida bebiendo la cantimplora de agua de laurel que había preparado. Los tres testigos notaron de inmediato un cambio en su apariencia, pero antes de que pudieran intervenir, Price murió envenenado por cianuro.